# Adenomus
Adenomus Cope, 1861 è un genere di anfibi della famiglia Bufonidae, endemico dello Sri Lanka.

## Etimologia
Il nome scientifico del genere deriva dalle radici greche adėn ("ghiandola") e oma ("tumore") in riferimento all'aspetto di questi anuri.

## Descrizione
Trattasi di piccoli bufonidi delle dimensioni di pochi centimetri, che si distinguono dal genere Bufo per l'assenza di creste sopraorbitali, i bordi lisci nelle dita delle zampe e una corporatura più snella.

## Distribuzione e habitat
Genere endemico dello Sri Lanka. Le 2 specie si ritrovano nelle foreste umide montane della zona centrale dell'isola, in prossimità dei corsi d'acqua a corrente veloce.

## Tassonomia
Ad esso appartengono due sole specie:
- Adenomus kandianus (Günther, 1872) - rospo nano kandyano
- Adenomus kelaartii (Günther, 1858) - rospo di Keelart

A. Dasi, recentemente annunciata come una nuova specie, attualmente è considerata un sinonimo di A. kandianus, a seguito di studi filogenetici, morfologici e bioacustici.